# Édouard Goerg
Édouard-Joseph Goerg (Sydney, 9 de junho de 1893 - Callian, Suíça, 13 de abril de 1969) foi um pintor francês, adscrito ao expressionismo. 
Nasceu em Sydney (Austrália), de pais franceses. Após viver vários anos na Grã-Bretanha, em 1900 a sua família mudou-se para Paris. 
Entre 1910 e 1914 realizou diversas viagens pela França, Itália e  Índia. Estudou na Académie Ranson entre 1913 e 1914 com Maurice Denis e Paul Sérusier. Posteriormente foi mobilizado na Primeira Guerra Mundial, onde serviu na Grécia, Turquia e Sérvia. 
Os seus primeiros sucessos ocorreram na década de 1920, expondo no Salon des Indépendants, o Salão de Outono, o Salão das Tuileries e o Salon des Pientres Témoins de Leur Temps. Também expôs na Galerie Berthe Weill em 1922 e 1924, com os seus amigos Marcel Gromaire, Jules Pascin e Per Krogh. A sua primeira exposição individual foi em Paris em 1925, a partir da qual expôs continuadamente durante quatro décadas, em lugares como São Paulo, Rio de Janeiro, Atenas, Nova Iorque, Chicago, Boston e Filadélfia. 
A obra de Goerg enquadra-se no expressionismo, caracterizada pelas cores profundas, estranhas composições e temáticas de conteúdo social, com predileção por temas religiosos e circenses. 